# تپه اطراف شهر سوخته ۳۰۷
تپه اطراف شهر سوخته شماره ۳۰۷ در شهرستان زابل، بخش شیب آب، دهستان لوتک، روستای حومه شهر سوخته، ۲۱ کیلومتری جنوب پایگاه باستان‌شناسی شهر سوخته واقع شده و این اثر در تاریخ ۲۳ بهمن ۱۳۸۵ با شمارهٔ ثبت ۱۷۲۸۹ به‌عنوان یکی از آثار ملی ایران به ثبت رسیده است.